# Зандукели, Михаил Зурабович
Зандукели, Михаил Зурабович (груз. მიხეილ ზურაბის ძე ზანდუკელი, 14 октября 1889 года, село Араниси, ныне Душетский муниципалитет, край Мцхета-Мтианети, Грузия — 2 апреля 1968, Тбилиси) — грузинский советский учёный-литературовед, профессор, заслуженный деятель науки Грузинской ССР.

## Биография
В 1909 году окончил Тифлисскую гимназию и поступил на историко-филологический факультет Московского университета. После окончания университета в 1913 году — на преподавательской работе. Участвовал в разработке новых учебных программ. С 1925 года и до конца жизни читал историю грузинской литературы XIX века.
В своих работах дал систематизированную историю грузинской литературы XIX века, разрабатывал вопросы русско-грузинских литературных связей, истории грузинской публицистики XIX века. Под редакцией Зандукели опубликованы произведения классиков грузинской литературы — Гр. Орбелиани, Д. Чонкадзе, Е. Габашвили и др.
Похоронен в Дидубийском пантеоне писателей и общественных деятелей. Его именем названа улица в Тбилиси.